# Stembert

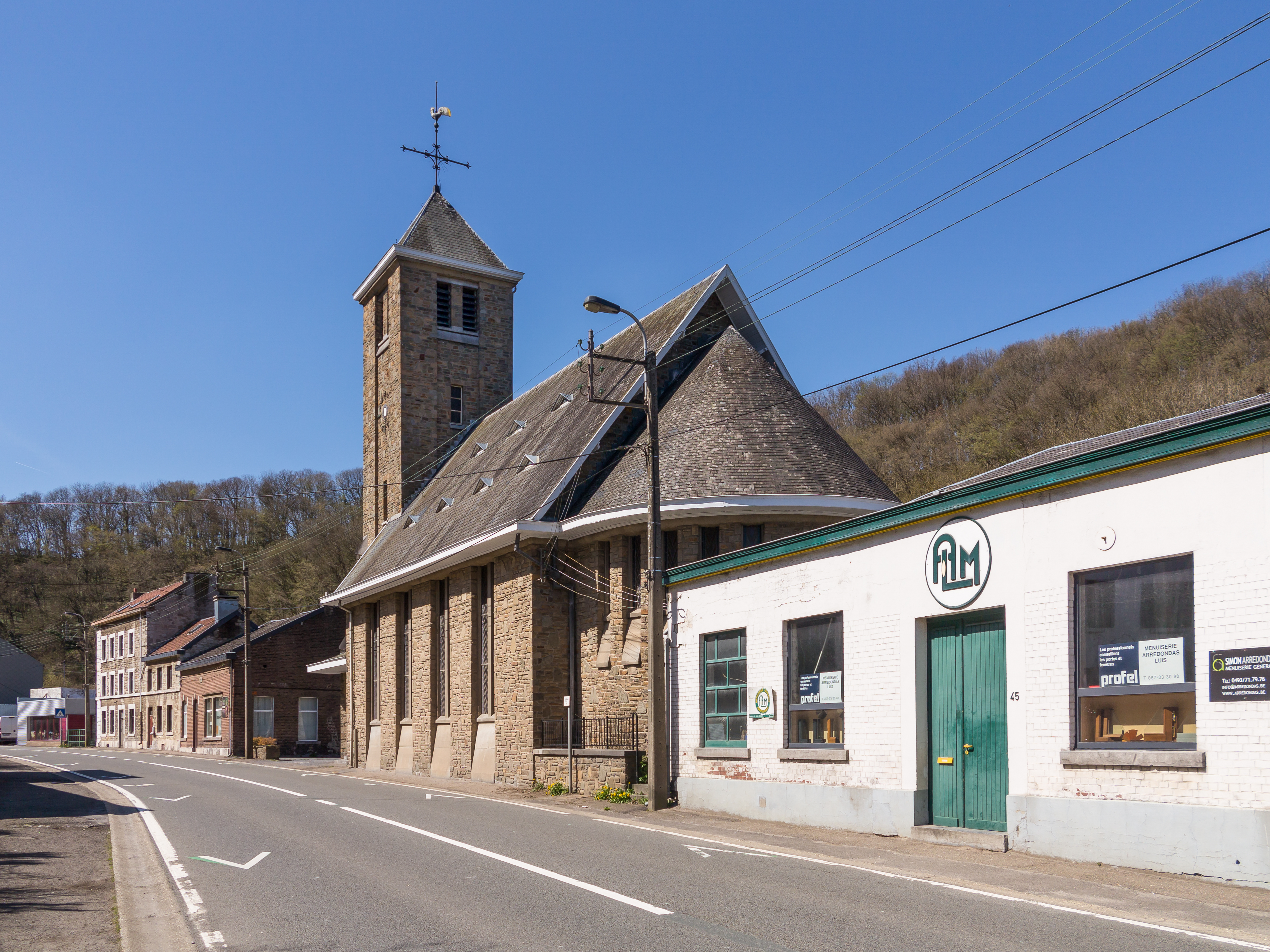
Stembert, kerk: l´église Saint Jean Baptiste

Stembert (Waals: Stimbièt) is een plaats en deelgemeente van de Belgische gemeente Verviers. Stembert ligt in de provincie Luik en was tot 1 januari 1977 een zelfstandige gemeente.
Tot Stembert behoren ook de buurtschappen Surdents, Chaîneux en Sécheval.

## Geschiedenis
Stembert maakte deel uit van het Markgraafschap Franchimont en behoorde tot de ban van Verviers. Toen de stad Verviers in de 17e eeuw van versterkingen werd voorzien verkreeg het buiten de muren gelegen Stembert in 1652 administratieve zelfstandigheid. Ook Heusy en Mangombroux behoorden tot Stembert, maar deze werden in 1837 als een zelfstandige gemeente afgesplitst.
Terwijl de landbouwactiviteit geconcentreerd was op de schapenhouderij, werkten veel inwoners van Stembert als thuiswerker voor de textielindustrie van het nabijgelegen Verviers, als spinner of wever. Ook vond men vanaf de 16e eeuw ook veel volderijen en andere werkplaatsen langs de belangrijkste waterlopen, tot in het centrum van Stembert. Na omstreeks 1830 werden deze activiteiten verplaatst naar de Vesder.
Naast de textielnijverheid werkten er in Stembert ook smeden, vooral spijkersmeden.
De familie De Stembert, uit deze plaats afkomstig, kreeg vanaf 1579 de erfelijke titel van hoogvoogd van de Ban van Verviers. De familie bezat in Stembert vele goederen en ook een banmolen, welke tot 1945 in bedrijf was, zij het niet meer als banmolen.

## Demografische ontwikkeling
- Bronnen:NIS, Opm:1831 tot en met 1970=volkstellingen
- 1846: Afsplitsing van Heusy in 1837

## Bezienswaardigheden
- Sint-Jan-de-Doperkerk, aan de Rue Surdents
- Sint-Niklaaskerk
- Solvent, historische fabriek en verzameling textielmachines

## Natuur en landschap
Stembert ligt op de linkeroever van de Vesder en hier stonden de meeste textielfabrieken. Tot Stembert behoort ook de buurtschap Surdents, met een belangwekkende grot, een kerk en een industriële geschiedenis.

## Economie
In Stembert staat de fabriek van Essity waar in 2020 zo'n 300 werknemers toiletpapier en tissues maken voor de Europese markt.

## Nabijgelegen kernen
Verviers, Heusy, Jehanster, Jalhay, Limburg, Hèvremont
Deelgemeenten: Ensival · Heusy · Lambermont · Petit-Rechain · Stembert

Overige plaatsen: Au-Bois · Beau-Vallon · Francomont · Halleur · Hodimont · Mangombroux · Tribomont (deels)

Belgische gemeenten · arrondissement Verviers · provincie Luik · Wallonië